# تپه یزدانی جنوبی
تپه یزدانی جنوبی در شهرستان گنبد کاووس، بخش مرکزی، روستای خارطوم واقع شده و این اثر در تاریخ ۲۷ مرداد ۱۳۸۲ با شمارهٔ ثبت ۹۷۵۰ به‌عنوان یکی از آثار ملی ایران به ثبت رسیده است.